# 미국 혁명공산당

미국 혁명공산당이 제작한 당수 밥 아바키안의 초상화이자 포스터.

미국 혁명공산당 (美國 革命共産黨, 영어: Revolutionary Communist Party, USA, RCP, USA) 은 미국의 공산주의, 마르크스-레닌주의, 마오쩌둥주의 정당이다. 밥 아바키안이 현재 미국 혁명공산당의 당수이며, 1975년에 창당되었다.
이 정당은 주간지 신문 혁명 (과거 혁명적 노동자, 1979년-2005년) 을 발행하고 있으며, 영어와 스페인어로 발행하고 있다. 또한, 혁명 신문은 당 창당 4년 후 1979년에 창간되었다.

## 당명 역사
- 1968년, "베이 에어리어 혁명 연합"으로 캘리포니아주에서 설립.
- 1971년, "베이 에어리어 혁명 연합" 을 "혁명 연합"으로 개칭. 전국대표대회를 개최.
- 1975년 9월, "혁명 연합" 을 현재의 당명인 "미국 혁명공산당"으로 개칭.

## 중화인민공화국과의 관계
미국 혁명공산당 (전신인 "혁명 동맹" 을 포함) 은 초기에 중국 공산당과 매우 밀접한 관계를 가지고 있었으나, 덩샤오핑의 수정주의 도입으로 1978년에 두 당사자의 관계가 멀어지게 되었다. 또한 이로 인해서 미국 혁명공산당원 대규모가 탈당하기도 하였으며, 심지어 덩샤오핑은 1979년 초에 방미하였을때, 미국 혁명공산당은 워싱턴 D.C. 등에서 당 의장 주도로 대규모 반대 시위를 열었으며, 이후 덩샤오핑을 암살하기 위한 테러리즘 조직을 조직하여 덩샤오핑을 암살하려고 하였다. 또한, 페루, 필리핀, 네팔 등에 있는 여러 마오쩌둥주의 공산당들과 함께 덩샤오핑을 반대하는 운동을 하고 있다.

## 같이 보기
- 미국 공산당
- 마르크스-레닌주의
- 마오쩌둥주의